# Кальво, Франсиско
Франсиско Хавьер Кальво Кесада (исп. Francisco Javier Calvo Quesada; род. 8 июля 1992, Сан-Хосе, Коста-Рика) — коста-риканский футболист, центральный защитник клуба «Хуарес» и сборной Коста-Рики. Участник чемпионатов мира 2018 и 2022.

## Клубная карьера

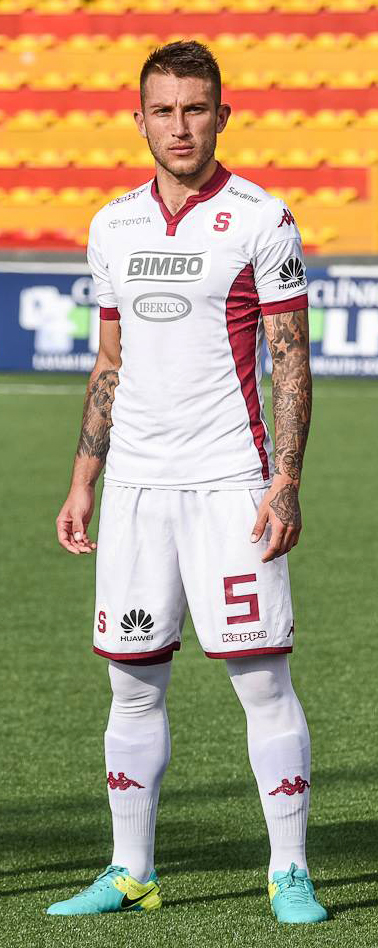
Кальво в составе «Саприссы»

Кальво — воспитанник футбольной академии клуба «Саприсса». В 2010 году он учился в США и выступал за команду учебного заведения.
В 2011 году Франсиско вернулся на родину, где подписал контракт с клубом «Эредиано». 18 сентября в матче против «Сан-Карлос» он дебютировал за команду в Примере. 24 октября в поединке против «Белена» Кальво забил свой первый гол за «Эредиано». По окончании сезона он перешёл в «Перес-Селедон». 25 июля 2012 года в матче против родной «Саприссы» Франсиско дебютировал за новый клуб. 2 сентября во встрече против «Сан-Карлос» он забил дебютный гол за новую команду.
Зимой 2013 года Кальво перешёл в датский «Норшелланн». 4 апреля в матче против «Ольборга» он дебютировал в датской Суперлиге. Приняв участие всего в трёх матчах Франсиско вернулся на родину, став игроком «Эредиано» во второй раз. 26 августа в матче против «Сантос де Гуапилес» он дебютировал за новую команду. 12 января 2014 года в поединке против «Уругвая» Кальво забил свой первый гол за «Эредиано» после возвращения. В начале 2015 года он на правах аренды перешёл в «Сантос де Гуапилес». 18 января в матче против «Алахуэленсе» Франсиско дебютировал за новый клуб. В этом же поединке Кальво забил свой первый гол за «Сантос».
Летом того же года он перешёл в «Саприссу». 2 августа в матче против «Белена» Кальво дебютировал за новую команду. В своём первом же сезоне Франсиско помог клубу выиграть чемпионат.

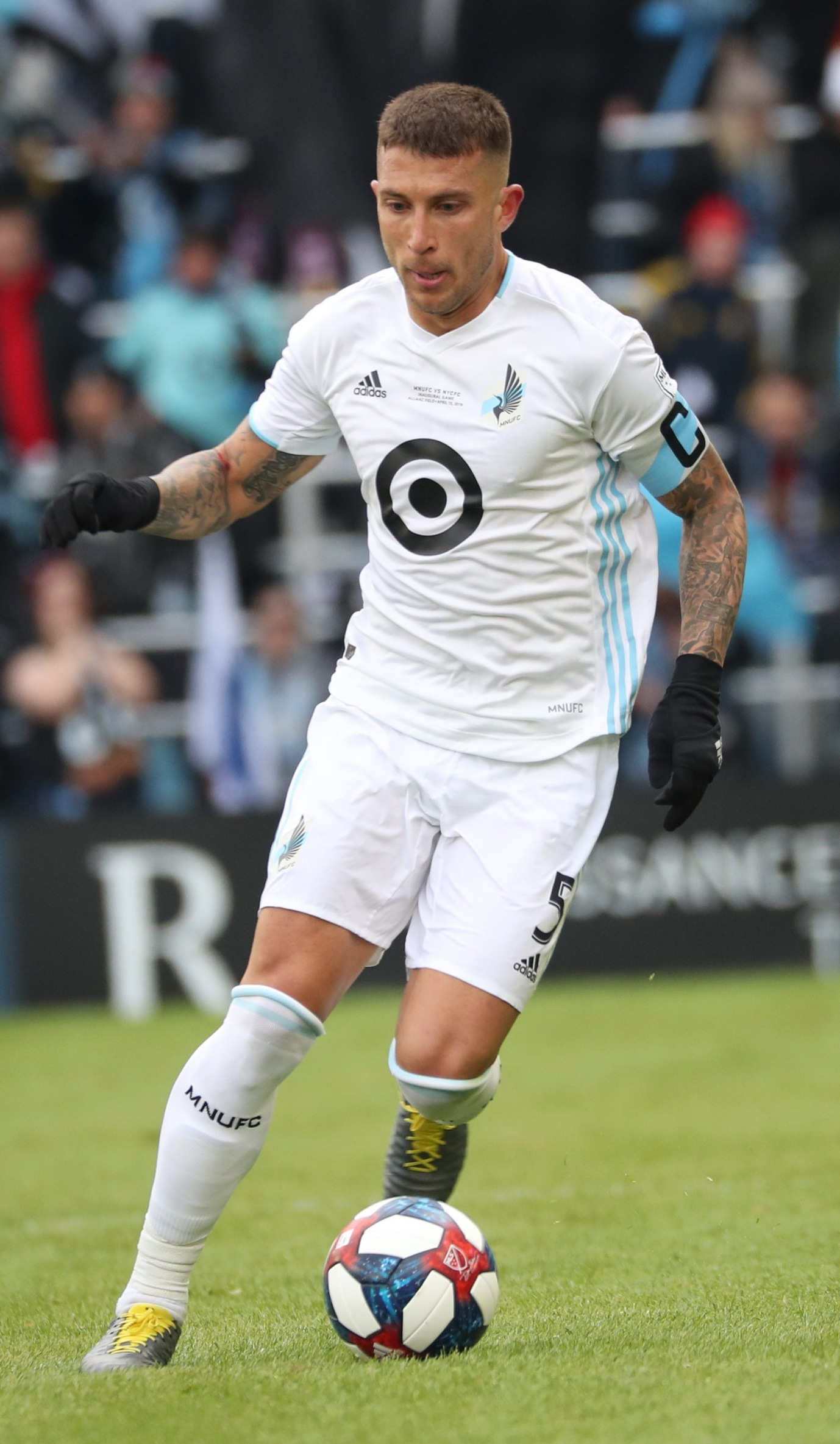
Кальво в составе «Миннесоты Юнайтед»

27 декабря 2016 года Кальво перешёл в новообразованный клуб MLS «Миннесота Юнайтед». 3 марта 2017 года он вышел в стартовом составе «Миннесоты Юнайтед» в дебютном матче клуба в MLS, в гостевой игре против «Портленд Тимберс». 24 июня в поединке против канадского «Ванкувер Уайткэпс» Франсиско забил свой первый гол за «Миннесоту Юнайтед». Кальво был отобран для участия в Матче всех звёзд MLS 2018.
3 мая 2019 года Кальво перешёл в «Чикаго Файр» за $400 тыс. распределительных средств за два года с возможной доплатой ещё $125 тыс. в зависимости от его выступления. За «Чикаго» он дебютировал 4 мая в матче против «Лос-Анджелеса». 29 мая в матче против «Ди Си Юнайтед» он забил свой первый гол за «Чикаго Файр». По окончании сезона 2021 «Чикаго Файр» не стал продлевать контракт с Кальво.
26 января 2022 года Кальво присоединился к «Сан-Хосе Эртквейкс», подписав контракт на сезон 2022 с опцией продления на сезон 2023. За «Эртквейкс» он дебютировал 26 февраля в матче стартового тура сезона против «Нью-Йорк Ред Буллз». 5 марта в матче против «Коламбус Крю» он забил свои первые голы за «Эртквейкс», сделав дубль.
7 июля 2022 года Кальво перешёл в клуб турецкой Суперлиги «Коньяспор», подписав контракт по схеме «2+1».
15 января 2024 года Кальво подписал контракт с клубом чемпионата Мексики «Хуарес».

## Международная карьера
29 мая 2011 года в товарищеском матче против сборной Нигерии Кальво дебютировал за сборную Коста-Рики. В том же году он в составе молодёжной команды принял участие в молодёжном чемпионате мира в Колумбии. На турнире он сыграл в матчах против команд Австралии, Эквадора и Колумбии. В том же году Франсиско также попал в заявку национальной команды на участие в розыгрыше Золотого кубка КОНКАКАФ, но на турнире был запасным и на поле так и не вышел. Также Кальво выступал за сборную на Кубке Америки в Аргентине. На турнире Франсиско сыграл в трёх матчах против сборных Колумбии, Боливии и Аргентины.
В 2015 году Кальво во второй раз выступил на Золотом кубке КОНКАКАФ. На турнире он сыграл в поединках против команд Сальвадора, Канады и Мексики.
В 2016 году Кальво во второй раз попал в заявку на Кубок Америки в США. На турнире он сыграл в матчах против команд США и Колумбии.
В 2017 году Кальво стал бронзовым призёром Золотого кубка КОНКАКАФ. На турнире он сыграл в матчах против сборных Гондураса, Канады, Французской Гвианы, США и Панамы. В поединке против канадцев Франсиско забил гол.
В 2018 году Кальво принял участие в чемпионате мира в России. На турнире он сыграл в матчах против команд Сербии и Бразилии.
В 2019 году Кальво в четвёртый раз был включён в состав национальной сборной на Золотой кубок КОНКАКАФ.
В 2021 году Кальво в пятый раз был включён в состав национальной сборной на Золотой кубок КОНКАКАФ.
Кальво был включён в состав сборной на чемпионат мира 2022 в Катаре.
Был включён в состав сборной на Золотой кубок КОНКАКАФ 2023.

### Голы за сборную Коста-Рики
| №   | Дата            | Место                                       | Противник         | Счёт | Результат | Соревнование                           |
| --- | --------------- | ------------------------------------------- | ----------------- | ---- | --------- | -------------------------------------- |
| 1.  | 20 января 2017  | Роммель Фернандес, Панама, Панама           | Гондурас          | 1:1  | 1:1       | Центральноамериканский кубок 2017      |
| 2.  | 13 июня 2017    | Национальный стадион, Сан-Хосе, Коста-Рика  | Тринидад и Тобаго | 1:0  | 2:1       | Чемпионат мира 2018 (квалификация)     |
| 3.  | 11 июля 2017    | Би-би-ви-эй Компасс Стэдиум, Хьюстон, США   | Канада            | 1:1  | 1:1       | Золотой кубок КОНКАКАФ 2017            |
| 4.  | 3 июня 2018     | Национальный стадион, Сан-Хосе, Коста-Рика  | Северная Ирландия | 3:0  | 3:0       | Товарищеский матч                      |
| 5.  | 14 ноября 2019  | Эргилио Хато, Виллемстад, Кюрасао           | Кюрасао           | 2:1  | 2:1       | Лига наций КОНКАКАФ 2019/2020 (Лига A) |
| 6.  | 17 ноября 2019  | Рикардо Саприсса, Сан-Хосе, Коста-Рика      | Гаити             | 1:0  | 1:1       | Лига наций КОНКАКАФ 2019/2020 (Лига A) |
| 7.  | 6 июня 2021     | Эмпауэр Филд эт Майл Хай, Денвер, США       | Гондурас          | 2:2  | 2:2       | Лига наций КОНКАКАФ 2019/2020 (финал)  |
| 8.  | 5 июня 2022     | Национальный стадион, Сан-Хосе, Коста-Рика  | Мартиника         | 2:0  | 2:0       | Лига наций КОНКАКАФ 2022/2023 (Лига A) |
| 9.  | 4 июля 2023     | Ред Булл Арена, Гаррисон, США               | Мартиника         | 2:1  | 6:4       | Золотой кубок КОНКАКАФ 2023            |
| 10. | 8 сентября 2023 | Сент-Джеймс Парк, Ньюкасл-апон-Тайн, Англия | Саудовская Аравия | 1:0  | 3:1       | Товарищеский матч                      |
| 11. | 20 ноября 2023  | Роммель Фернандес, Панама, Панама           | Панама            | 1:3  | 1:3       | Лига наций КОНКАКАФ 2023/2024 (Лига A) |

## Достижения
Командные
«Саприсса»
- Чемпион Коста-Рики: инвьерно 2015, инвьерно 2016

сборная Коста-Рики
- Полуфиналист Золотого кубка КОНКАКАФ: 2017

Личные
- Участник Матча всех звёзд MLS: 2018